# Acheron (band)
Acheron is een Amerikaanse deathmetalband. De teksten zijn gebaseerd op en geïnspireerd door het satanisme van Anton Szandor LaVey

## Artiesten
- Vincent Crowley – vocalist, basgitaar
- Kyle Severn – drummer
- Stacey Connolly – hoofdgitaar, achtergrondstem
- Christopher Wiford – slaggitaar, achtergrondstem

## Discografie
- 1992 - Rites Of The Black Mass
- 1994 - Lex Talionis/Satanic Victory
- 1995 - Hail Victory
- 1996 - Anti-God, Anti-Christ
- 1998 - Those Who Have Risen
- 2003 - Rebirth: Metamorphosing into Godhood
- 2009 - Final Conflict: Last days of God
- 2014 - Kult Des Hasses